# Bebé lotta alla giapponese
Bebé lotta alla giapponese (Bébé pratique le jiu-jitsu) è un cortometraggio muto del 1911 diretto da Louis Feuillade.

## Produzione
Il film fu prodotto dalla Société des Etablissements L. Gaumont

## Distribuzione
Distribuito dalla Société des Etablissements L. Gaumont, uscì nelle sale cinematografiche francesi nel novembre 1911.